# ابن وارة
محمد بن مسلم بن عثمان بن بن عبد الله الرازي (190 هـ - 270 هـ)، أبو عبد الله الرازي، أحد أبرز علماء الحديث في القرن الثالث الهجري، كان يضرب به المثل في الحفظ.

## سيرته
كان ابن وارة يضرب به المثل بكثرة الحفظ، ارتحل في طلب الحديث، ولكن كان فيه شيىء من الكبر، يروي الخطيب البغدادي في تاريخه قال: «حدّثنا أبو سعيد الماليني قراءة، حدّثنا عبد الله بن عدي الحافظ، حدّثنا القاسم بن صفوان البرذعيّ، حَدَّثَنَا عثمان بن خرزاذ قَالَ: سمعت سليمان الشاذكوني يقول: جاءني محمد بن مسلم بن وارة فقعد يتقعر في كلامه؛ قَالَ: قلت له: من أي بلد أنت؟ قَالَ: من أهل الري. ثم قَالَ لي: ألم يأتك خبري؟ ألم تسمع بنبئي؟ أنا ذو الرحلتين. قَالَ: قلت: مَنْ رَوَى عَنِ النَّبِيِّ صَلَّى اللَّهُ عَلَيْهِ وَسَلَّمَ: «إِنَّ من الشعر حكمة، وإن من البيان سحرا»
قَالَ: فقال حَدَّثَنِي بعض أصحابنا. قال قلت: من أصحابك؟ قَالَ: أبو نعيم وقبيصة. قَالَ: قلت: يا غلام ائتني بالدرة، فأتاني الغلام بالدرة، فأمرته حتى ضربه الغلام خمسين. فقلت: أنت تخرج من عندي ما آمن أن تقول: حَدَّثَنَا بعض غلماننا.»

## روايته للحديث النبوي
روى عن: إِبراهيم بن أبي الليث، وإبراهيم بن المنذر الحزامي، وإبراهيم بن موسى الرازي، وأحمد بن صالح المصرِي، وأحمد بن عبد الله بن يونس، وأَحمد بن محمد بن عون القواس المكي، وآدم بن أبي إياس، وإسحاق بن إبراهيم بن العلاء الزبيدي، وإسحاق بن عبد الواحد الموصلي، وإسماعيل بن عبيد ابن أَبي كريمة الحراني، وأصبغ بن الفرج، وبشر بن الوضاح، وبكر بن عبد الرحمن بن أبي ليلى القاضي، وحبان بن موسى المروزي، وحجاج بن منهال، وحجاج بن أبي منيع الرصافي، والحسن بن بشر البجلي، والحسن بن واقع الرملي، وأبي عمر حفص بن عمر الحوضي، وحماد بن زاذان الرازي، وحيوة بن شريح الحمصي، وخالد بن خلي الحمصي، والخضر ابن محمد بن شجاع الجزري، وخلف بن هشام البزار، وخلاد بن بزيع الشيباني، والربيع بن روح الثقفي، والربيع بن يحيى الأشناني، وزيد بن عوف، وأبي صالح سعيد بن سلمة، وسعيد بن سليمان الواسطي، وسعيد بن عبد الكريم بن عبد الحميد ابن عبد الرحمن بن زيد بن الخطاب الخطابي، وسعيد بن مروان الرهاوي، وسعيد بن أبي مريم، وسليمان بن عبيد الله الرقي، وأبي عاصم الضحاك بن مخلد، وعاصم بن علي بن عاصم الواسطي، وعاصم بن يزيد العمري، وعبد الله بن رجاء الغداني، وأبي صالح عبد الله بن صالح بن محمد النفيلي، وعبد الله بن يزيد المقرئ، وعبد الله بن يوسف التنيسي، وأبي مسهر عبد الأعلى بن مسهر، وعبد الرحمن بن الحكم بن بشير بن سلمان، وعبد الرحمن بن شريك بن عبد الله النخعي، وعبد الصمد بن العزيز المقرئ الرازي، وعبد الغفار بن عبيد الله الكريزي البصري، وأبي المغيرة عبد القدوس بن الحجاج الخولاني، وعبد المتعالي بن طالب، وعبد الملك بن قريب الأصمعي، وعبد المؤمن بن علي، وعبيد الله بن موسى، وعثمان بن صالح السهمي، وعلي بن الجعد، وعلي ابن عبد الحميد المعني، وعلي بن عياش الحمصي، وعلي بن المديني، وعمر بن حفص بن غياث، وعمرو بن أبي سلمة التنيسي، وعمرو بن صبيح الليثي، وعمرو بن عاصم الكلابي، وعمرو بن عثمان الكلابي، وعمرو بن محمد الناقد، وعمران بن هارون الرملي، وأبي سماعة عميرة بن عبد المؤمن الرهاوي، وعيسى بن المنذر الحمصي، وأبي نعيم الفضل بن دكين، وقبيصة ابن عقبة، وأبي بكر الليث بن خالد، وأبي غسان مالك بن إِسماعيل النهدي، ومحمد بن سعيد بن سابق القزويني، ومحمد بن عبد الله بن حوشب الطائفي، ومحمد بن عبد الله الأنصاري، ومحمد بن عبد الله الرقاشي، ومحمد بن عبد العزيز ابن الواسطي الرملي، ومحمد بن عرعرة بن البرند، وأبي هاشم محمد بن علي بن أَبي خداش الموصلي، ومحمد بن عمران بن أَبي ليلى، ومحمد بن الفضل عارم، ومحمد بن كثير المصيصي، ومحمد بن المبارك الصوري، وأبي همام محمد بن محبب الدلال، ومحمد بن موسى ابن أعين الجزري، ومحمد بن يزيد بن سنان الرهاوي، وأبي حمة محمد بن يوسف الزبيدي، ومحمد بن يوسف الزيادي، ومحمد بن يوسف الفريابي، ومسلم بن إبراهيم، والمسيب بن واضح، وأبي سلمة المنهال بن عمرو بن بحر بن سلام بن مسلم والقشيري، وأبي سلمة موسى بن إِسماعيل، وأبي حذيفة موسى بن مسعود النهدي، ونعيم بن حماد المروزي، وهشام بن بهرام المدائني، وأبي الوليد هشام بن عبد الملك الطيالسي، وهشام بن عبيد الله الرازي، وهوذة بن خليفة، والهيثم بن جميل، ويحيى بن حماد الشيباني، ويحيى بن صالح الوحاظي، ويحيى بن قزعة، ويحيى بن المغيرة الرازي، ويحيى بن يعلى المحاربي، ويزيد بن عبد ربه الجرجسي، ويزيد بن عمر بن جنزة المدائني، ويزيد بن مرة الشيباني، وأبي معمر المقعد.
روى عنه: النسائي، وأحمد بن سلمة بن عبد الله النيسابوري، وأبو بكر أحمد بن عمرو بن أبي عاصم، وأبو عمرو أحمد بن محمد بن إبراهيم بن حكيم المديني، وأبو عمرو أحمد بن محمد بن أحمد الخيري، وأبو الحسين أحمد بن محمد بن الحسين بن خداش، وأحمد بن محمد بن يزيد الزعفراني، وأبو بكر أحمد بن موسى بن العباس بن مجاهد المقرئ، وأبو محمد إسحاق بن محمد بن يزيد بن كيسان، وجعفر بن محمد الأعرج النيسابوري نزيل الرقة، والحسن بن أحمد بن الليث الرازي، والحسن بن عثمان التستري، وأبو علي الحسن بن محمد الداركي، والحسين بن إسماعيل المحاملي، وأبو القاسم العباس ابن الفضل بن شاذان المقرئ، وأبو بكر عبد الله بن أبي داود، وأبو القاسم عبد الله بن محمد بن إسحاق المروزي المعروف بالحامض، وأبو القاسم عبد الله بن محمد بن عبد الكريم الرازي ابن أخي أبي زرعة، وعبد الله بن محمد بن عبيد بن أبي الدنيا، وعبد الله بن محمد بن ناجية، وعبد الرحمن بن أبي حاتم الرازي، وعبد الرحمن بن يوسف بن خراش، وعبد المؤمن بن أحمد بن حوثرة، وعلي بن الحسن بن سلم الأصبهاني، وعلي بن الحسين بن الجنيد الرازي، وعمر بن محمد بن إسحاق العطار، وعيسى ابن محمد الوسقندي، وغالب بن محمد البرذعي، وأبو بكر أحمد بن محمد بن راشد بن معدان الأصبهاني، وأبو جعفر محمد بن أحمد بن سعيد الرازي، ومحمد بن إسحاق الثقفي السراج، ومحمد بن إسماعيل البخاري فِي غير "الجامع "، وأبو بكر محمد ابن حمدون، وأبو الحسن محمد بن العباس بن محمد بن سهيل الجويني البزاز، وأبو جعفر محمد بن علي الساوي وراق أبي زرعة الرازي، ومحمد بن مخلد الدوري وهو آخر من روى عنه ببغداد، ومحمد بن المسيب الأرغياني، ومحمد بن المنذر الهروي شكر، ومحمد بن يحيى الذهلي وهو أكبر منه، والقاضي أبو عمر محمد ابن يوسف بن يعقوب الأزدي، وموسى بن العباس الجويني، والهيثم بن خلف الدوري، ويحيى بن محمد بن صاعد، وأبو عوانة الإسفراييني.

## أقوال العلماء فيه
- قال النسائي: ثقة صاحب حديث.
- وقال الحاكم: كان أحد أئمة أهل الحديث.
- وقال ابن أبي حاتم: سمعت منه، وهو صدوق، ثقة، وجدت في كتب أبي زرعة وقد كتب عنه، ورأيت أبا زرعة يبجله ويكرمه.[5]
- وكان أبو زرعة لا يقوم لإحد، ولا يجلس أحدا في مكانه إلا ابن وارة.
- وقال فضلك الرازي، سمعت أبا بكر بن أبي شيبة يقول: أحفظ من رأيت في الدنيا ثلاثة: أبو مسعود أحمد بن الفرات، وابن وارة، وأبو زرعة.[6]
- وقال أبو جعفر الطحاوي: ثلاثة من علماء الزمان بالحديث اتفقوا بالري، فذكر أبا زرعة، وابن وارة، وأبا حاتم الرازي.
- ذكره ابن حبان في كتاب 《الثقات》 فقال: كان صاحب حديث يحفظ، على صلف فيه.[7]
- وقال ابن حجر العسقلاني في 《التهذيب》: قال مسلمة بن قاسم: كان ثقة من الحفاظ ومن أئمة المسلمين، صاحب سنة.[8]
- وقال أيضا في 《تقريب التهذيب》: ثقة حافظ.[9]